# Satin (lapin)
Pour les autres significations, voir Satin.
Le Satin est une race de lapin domestique apparue aux États-Unis dans les années 1930 à la suite d'une mutation génétique. 

## Description
Le Satin se caractérise par son pelage particulièrement soyeux et brillant. 
La race est représentée par différents coloris : blanc (ivoire aux yeux roses ou bleus), noir, havane, bleu, rouge, castor, lièvre, chinchilla, lynx, siamois, californien, chamois. De nouvelles couleurs sont développées, parmi les dernières homologuées : le satin rhoen en France et le Satin Sallander en Allemagne.

## Galerie

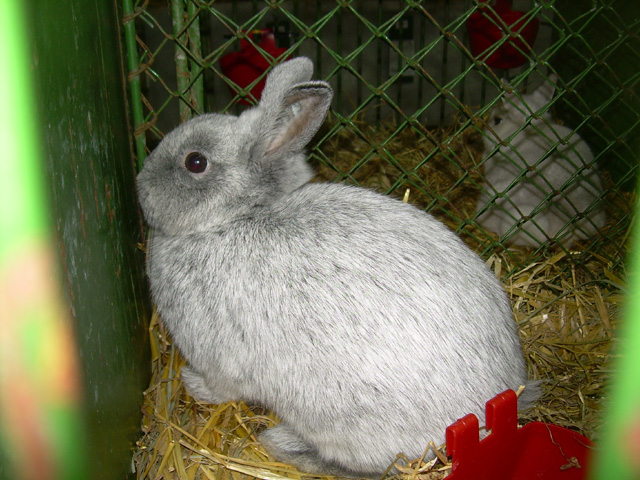
Satin gris.
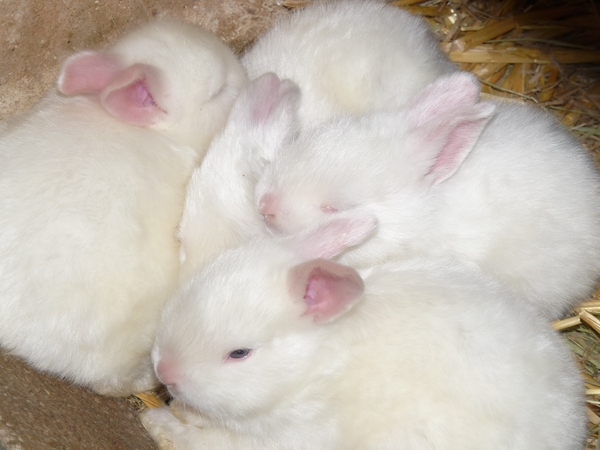
Satin ivoire aux yeux bleus.
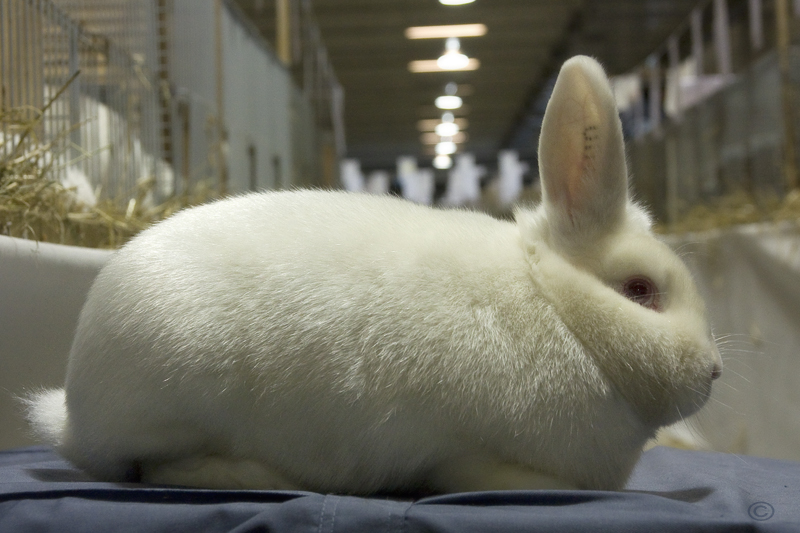
Satin ivoire.
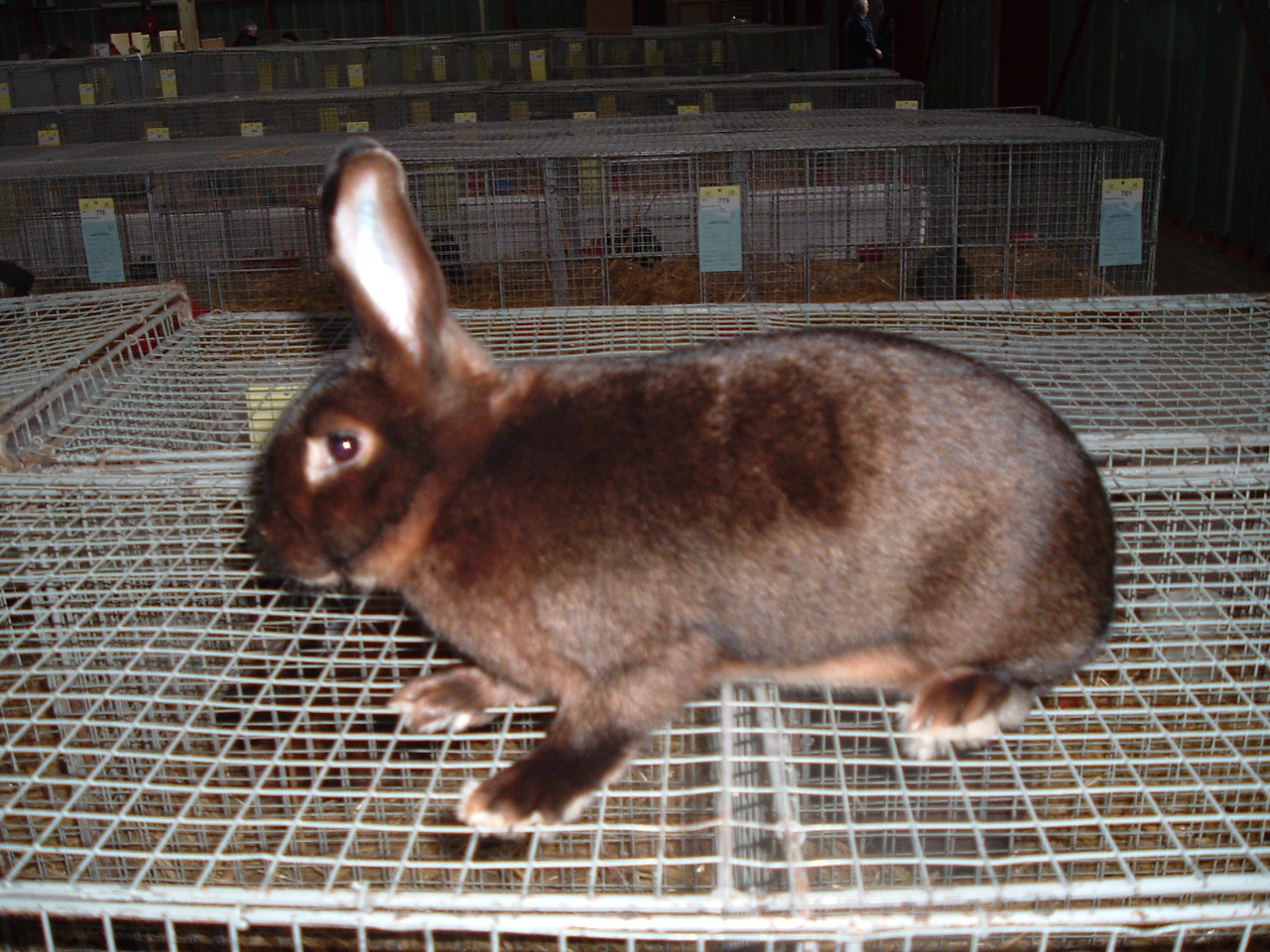
Satin castor.
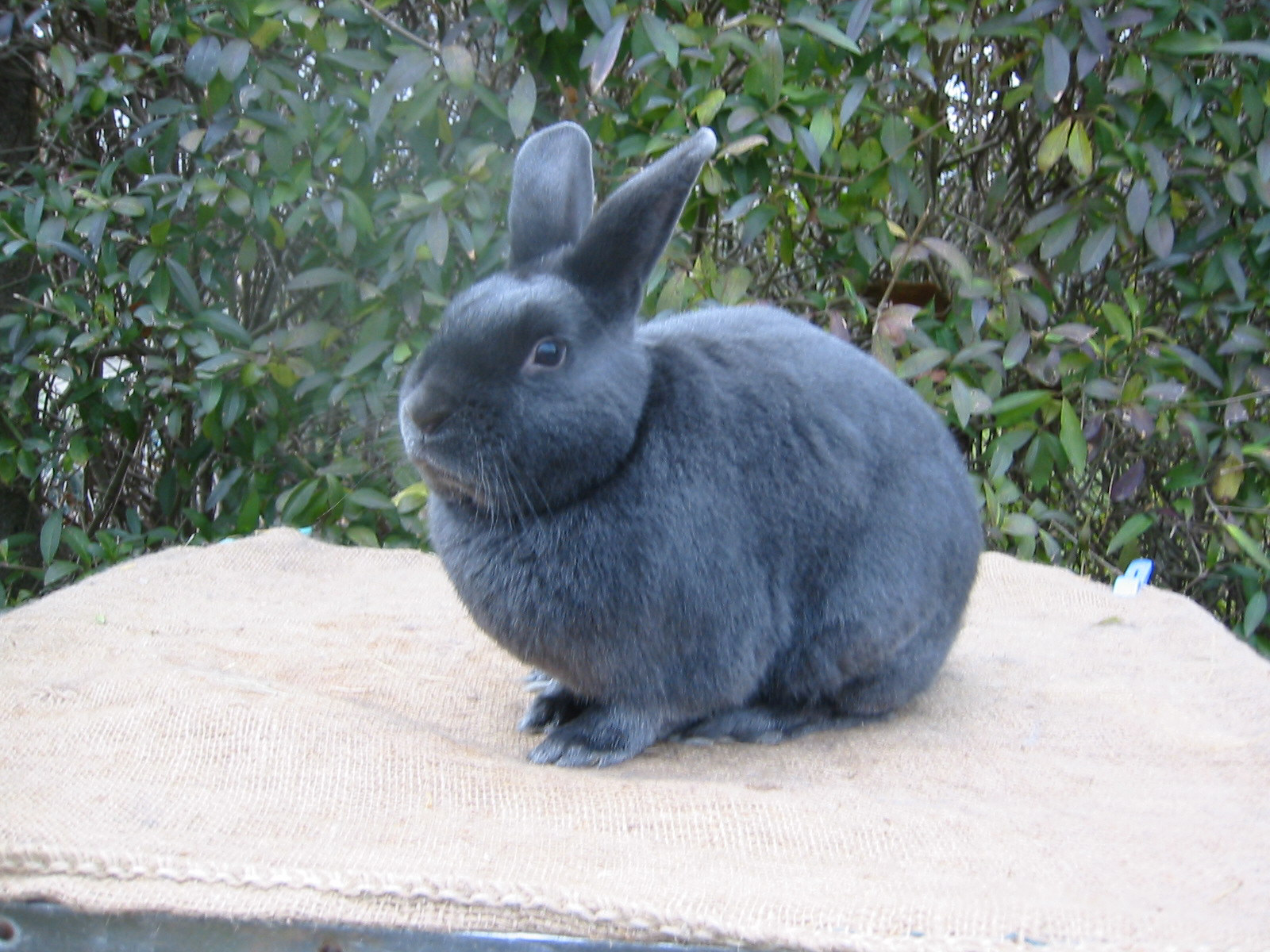
Satin bleu.